# Saipal
Saipal je hora vysoká 7 031 m n. m. nacházející se v pohoří Himálaj v západním Nepálu.

## Prvovýstup
Prvovýstup na Saipal provedli v roce 1963 dva japonští horolezci Katsutoshi Hirabayashi a Pasang Phutar. Vrcholu dosáhli 21. října přes jižní hřeben.